# فرانك دبليو. كينغ
فرانك دبليو. كينغ (بالإنجليزية: Frank W. King)‏ هو سياسي أمريكي، ولد في 24 أبريل 1912، وتوفي في 28 أبريل 1988 في كولومبوس في الولايات المتحدة. حزبياً، نشط في الحزب الديمقراطي.